# P. V. Narasimha Rao
Pamulaparthi Venkata Narasimha Rao (Andhra Pradesh, 28 de junio de 1921-Nueva Delhi, 23 de diciembre de 2004), conocido popularmente como '''P. V. Narasimha Rao''', fue un abogado, estadista y político indio del Partido del Congreso que ocupó el cargo de primer ministro de la India de 1991 a 1996. Fue la primera persona del sur de la India y la segunda de habla no hindi en ocupar el cargo de primer ministro. Introdujo varias reformas liberales en la economía de la India contratando a Manmohan Singh como ministro de finanzas para salvar al país de la bancarrota durante la crisis económica de 1991. Los futuros primeros ministros continuaron las políticas de reforma económica iniciadas por el gobierno de Rao.

## Biografía
P. V. Narasimha Rao nació el 28 de junio de 1921. Su padre Sitarama Rao y su madre Rukma Bai provenían de familias agrarias.  Estudio Leyes en las Universidades de Bombay y Nagpur, y desde esta época se convirtió en un gran líder por la independencia de la India, vinculándose al Partido del Congreso y llegando rápidamente al Parlamento.
Junto con su primo lejano Pamulaparthi Sadasiva Rao, Ch. Raja Narendra y Devulapalli Damodar Rao, Rao editó una revista semanal en telugu llamada Kakatiya Patrika en la década de 1940. Tanto Rao como Sadasiva Rao contribuyeron con artículos bajo el seudónimo de Jaya-Vijaya.  Se desempeñó como presidente de la Academia Telugu en Andhra Pradesh de 1968 a 1974.
Tenía amplios intereses en una variedad de temas (además de la política), como la literatura y el software informático (incluida la programación informática).  Hablaba 17 idiomas.
Rao murió en 2004 de un ataque cardíaco en Nueva Delhi. Fue incinerado en Hyderabad.

## Trayectoria
Rao fue un activo luchador por la libertad durante el movimiento de independencia de la India y se unió a la política a tiempo completo después de la independencia como miembro del Congreso Nacional Indio. Se desempeñó como representante electo para la Asamblea del Estado de Andhra Pradesh de 1957 a 1977.  Ocupó varios puestos ministeriales en el gobierno de Andhra de 1962 a 1973.  Fue nombrado ministro principal de Andhra Pradesh en 1971 e implementó reformas agrarias y leyes de techo de tierra estrictamente. Aseguró la reserva para las castas inferiores en la política durante su mandato. La regla del presidente tuvo que imponerse para contrarrestar el movimiento Jai Andhra durante su mandato.
Apoyó a Indira Gandhi en la formación del partido Nuevo Congreso en 1969 dividiendo el Congreso Nacional Indio. Este se reagrupó más tarde como el partido Congreso (I) en 1978. Se desempeñó como miembro del Parlamento, Lok Sabha de Andhra Pradesh. Saltó a la prominencia nacional por manejar varias carteras diversas, más significativamente Interior, Defensa y Asuntos Exteriores, en los gabinetes de Indira Gandhi y Rajiv Gandhi. Se desempeñó como ministro de Asuntos Exteriores de 1980 a 1984 y luego de 1988 a 1989.  De hecho, se especula que se postuló para el puesto de presidente de la India junto con Zail Singh en 1982.
Rao estuvo a punto de retirarse de la política en 1991. Fue presidente del Congreso Nacional Indio desde el 29 de mayo de 1991 hasta septiembre de 1996. Fue el asesinato del presidente del Congreso, Rajiv Gandhi, lo que lo persuadió de regresar. Como el Congreso había ganado el mayor número de escaños en las elecciones de 1991, tuvo la oportunidad de encabezar el gobierno minoritario como primer ministro. Fue la primera persona fuera de la familia Nehru-Gandhi en servir como primer ministro durante cinco años continuos, el primero en provenir del estado de Telangana,  y también el primero del sur de la India. Como Rao no se había presentado a las elecciones generales, participó en una elección parcial en Nandyal para unirse al parlamento. Rao ganó en Nandyal con un margen de victoria récord de 5 lakh (500.000) votos y su victoria fue registrada en el Libro Guinness de los récords mundiales; Más tarde, en 1996, fue diputado de Berhampur, distrito de Ganjam, Odisha. Su gabinete incluyó a Sharad Pawar, un fuerte contendiente para el puesto de primer ministro, como ministro de Defensa. También rompió una convención al nombrar a un economista apolítico y futuro primer ministro, Manmohan Singh, como su ministro de Finanzas. También nombró a Subramanian Swamy, un miembro del partido de oposición (Partido Janata), como Presidente de la Comisión de Normas Laborales y Comercio Internacional. Esta ha sido la única instancia en la que un miembro del partido de oposición recibió un puesto de rango de Gabinete por parte del partido gobernante. También envió al líder de la oposición Atal Bihari Vajpayee, para representar a la India en una reunión de la ONU en Ginebra.
Narasimha Rao luchó y ganó elecciones en diferentes partes de la India, como Andhra Pradesh, Maharashtra y Odisha.

## Primer ministro (1991–1996)
En las elecciones generales de la India de 1991, el Congreso Nacional Indio liderado por él ganó 244 escaños y luego, junto con el apoyo externo de otros partidos, formó un gobierno minoritario con él como primer ministro. Como primer ministro, Rao adoptó para evitar la inminente crisis económica de 1991, las reformas progresaron más en las áreas de apertura a la inversión extranjera, reforma de los mercados de capital, desregulación de los negocios nacionales y reforma del régimen comercial. Se introdujeron reformas comerciales y cambios en la regulación de la inversión extranjera directa para abrir la India al comercio exterior y, al mismo tiempo, estabilizar los préstamos externos.  Rao también hizo propuestas diplomáticas a Europa occidental, Estados Unidos y China.  Impulsó el programa nacional de seguridad nuclear y de misiles balísticos.
Rao también fue conocido como Chanakya por su capacidad para dirigir la legislación económica y política a través del parlamento en un momento en que encabezaba un gobierno minoritario.  Sigue siendo una figura controvertida en su partido debido al presunto papel durante y después de la demolición de la mezquita Babri en 1992 y también por tener una amarga relación con la familia Nehru-Gandhi, y fue marginado más tarde por su propio partido. Sin embargo, las evaluaciones retrospectivas han sido más amables, posicionándolo como uno de los mejores primeros ministros de la India en varias encuestas y análisis. En 2024, el Gobierno de la India le otorgó póstumamente el Bharat Ratna, el premio civil más alto de la India.